# Minardi M192
Minardi M192 — гоночный автомобиль Формулы-1, разработанный командой Minardi и построенный для участия в чемпионате 1992 года.

## История
Ferrari прекратила снабжать команду своими двигателями, поэтому Джанкарло Минарди пришлось выбирать между Ford и Lamborghini. На 1992 год был заключён контракт с итальянцами, которые поставляли двигатели Lamborghini 3512 V12. В качестве первого пилота команда пригласила свежеиспечённого чемпиона Формулы-3000, талантливого новичка, сына не менее талантливого чемпиона - бразильца Кристиана Фиттипальди. За руль второго болида посадили Джанни Морбиделли, уже выступавшего в прошлом сезоне.
Сезон команда начинала с прошлогодним шасси M191B. Новая модель дебютировала на Гран-при Сан-Марино. Чемпионат 1992 года прошёл для команды блекло, никаких выдающихся результатов пилоты так и не смогли показать, за исключением предпоследнего этапа в Японии, где Кристиан финишировал шестым, добавив в актив команды ещё одно очко. На счету Морбиделли были два двенадцатых места в квалификации, показанных на Гран-при Монако и Германии. 6 раз пилоты безуспешно пытались штурмовать квалификационный барьер.
В середине сезона на три гонки травмированного Фиттипальди заменил Алессандро Занарди, который два раза не мог пройти квалификацию, а на Гран-при Германии преодолел всего лишь один круг. Команда Minardi заняла 11-е место в Кубке конструкторов, а Кристиан - 17-е место в личном зачёте.

## Результаты в гонках
| Шасси | Двигатель                | Шины | Пилоты      | 1   | 2   | 3   | 4   | 5    | 6    | 7   | 8   | 9   | 10   | 11  | 12  | 13   | 14  | 15  | 16  | Место | Очки |
| ----- | ------------------------ | ---- | ----------- | --- | --- | --- | --- | ---- | ---- | --- | --- | --- | ---- | --- | --- | ---- | --- | --- | --- | ----- | ---- |
| 1992  | Lamborghini 3512 3,5 V12 | G    |             | ЮАР | МЕК | БРА | ИСП | САН  | МОН  | КАН | ФРА | ВЕЛ | ГЕР  | ВЕН | БЕЛ | ИТА  | ПОР | ЯПО | АВС | 11    | 1    |
| 1992  | Lamborghini 3512 3,5 V12 | G    | Фиттипальди |     |     |     |     | Сход | 8    | 13  | НКВ |     |      |     | НКВ | НКВ  | 12  | 6   | 9   | 11    | 1    |
| 1992  | Lamborghini 3512 3,5 V12 | G    | Морбиделли  |     |     |     |     | Сход | Сход | 11  | 8   | 17  | 12   | НКВ | 16  | Сход | 14  | 14  | 10  | 11    | 1    |
| 1992  | Lamborghini 3512 3,5 V12 | G    | Занарди     |     |     |     |     |      |      |     |     | НКВ | Сход | НКВ |     |      |     |     |     | 11    | 1    |

| Легенда к таблице |                                                                    |
| --- | ------------------------------------------------------------------ |
| В таблице перечислены результаты всех Гран-при Формулы-1, в которых использовался автомобиль. Строками таблицы являются сезоны, столбцами — этапы чемпионата мира. В каждой клетке указаны сокращённое название этапа и результат, дополнительно обозначенный цветом. Расшифровка обозначений и цветов представлена в нижеследующей таблице. |                                                                    |
| \| Пример \| Описание \| \| ------------ \| ------------------------------------------------------------------ \| \| 1 \| Победитель \| \| 2 \| Второе место \| \| 3 \| Третье место \| \| 5 \| Финишировал, заработав очки \| \| Сход \| Не финишировал, но при этом заработал очки \| \| 12 \| Финишировал, не получив очков \| \| НКЛ \| Финишировал, но не попал в финальную классификацию \| \| 15 \| Участвовал вне зачёта, либо по отдельной классификации \| \| 18 \| Не финишировал, но попал в финальную классификацию \| \| Сход \| Не финишировал \| \| НКВ \| Не прошёл квалификацию \| \| НПКВ \| Не прошёл предквалификацию \| \| ДСК \| Дисквалифицирован \| \| ИСК \| Исключён из протокола соревнований \| \| ТТ \| Заявлен для участия только в тренировках \| \| НС \| Участвовал в квалификации, но не стартовал в гонке \| \| Т \| Травмирован или болен \| \| ОТК \| Отказ от участия \| \| НТР \| Прибыл на соревнования, но на трассу не выезжал \| \| НПР \| Был заявлен в числе участников, но не прибыл к началу соревнований \| \| О \| Соревнования отменены \| \| \| Не участвовал \| \| Поул-позиция \| \| \| Быстрый круг \| \| |                                                                    |
| Пример | Описание                                                           |
| 1 | Победитель                                                         |
| 2 | Второе место                                                       |
| 3 | Третье место                                                       |
| 5 | Финишировал, заработав очки                                        |
| Сход | Не финишировал, но при этом заработал очки                         |
| 12 | Финишировал, не получив очков                                      |
| НКЛ | Финишировал, но не попал в финальную классификацию                 |
| 15 | Участвовал вне зачёта, либо по отдельной классификации             |
| 18 | Не финишировал, но попал в финальную классификацию                 |
| Сход | Не финишировал                                                     |
| НКВ | Не прошёл квалификацию                                             |
| НПКВ | Не прошёл предквалификацию                                         |
| ДСК | Дисквалифицирован                                                  |
| ИСК | Исключён из протокола соревнований                                 |
| ТТ | Заявлен для участия только в тренировках                           |
| НС | Участвовал в квалификации, но не стартовал в гонке                 |
| Т | Травмирован или болен                                              |
| ОТК | Отказ от участия                                                   |
| НТР | Прибыл на соревнования, но на трассу не выезжал                    |
| НПР | Был заявлен в числе участников, но не прибыл к началу соревнований |
| О | Соревнования отменены                                              |
| | Не участвовал                                                      |
| Поул-позиция |                                                                    |
| Быстрый круг |                                                                    |